# ロジェ・ギルマン
ロジェ・シャルル・ルイ・ギルマン（Roger Charles Louis Guillemin フランス語発音: [ʁɔʒe ʃaʁl lwi ɡijmɛ̃], 1924年1月11日 - 2024年2月21日）は、フランスの生理学者。1977年に「脳のペプチドホルモン生産に関する発見」でノーベル生理学・医学賞を受賞。
結婚して6人の子供がいるが、妻と5人の子供が音楽家または画家という芸術家一家であり、ギルマン本人も引退後はコンピュータを活用した芸術活動を行っている。

## 経歴
ディジョン生まれ。道具づくりの父を持つ。1943年にディジョンの医科大学に入学し、ここの教授の教えを通して内分泌学に興味を持ったとされる。医師の資格を得たものの、ギルマンは研究職を志望していた。当時ストレス学説で有名なハンス・セリエがたまたまパリを訪れており、その講演に感銘をうけたギルマンは、カナダのモントリオール大学に新しく設立されたセリエの研究所に行った。1949年にMDの学位を受けた後も、セリエの研究所で働きつづけていた。当時ここにはGeofrey Harrisが滞在しており、彼の提唱した「視床下部による下垂体前葉調節」という当時まだ広くは認められていなかった仮説を知ることになる。1953年に生理学の博士号を受けると、テキサス州ヒューストンにあるベイラー医科大学の助教授となった。ベイラー医科大学で、初めて培養下垂体前葉に対する視床下部抽出物の効果を明確にした経験が、将来視床下部からの放出ホルモンの重要なきっかけとなる段階となった。
1960年、故国フランスの有名な研究施設、コレージュ・ド・フランスの教授の席を得るため一旦帰国したが実現せず、1963年にテキサスに戻り、1965年にはアメリカに帰化した。1970年にサンディエゴにあるソーク研究所で自分の研究室を持つ。数十万頭の羊を用いて、視床下部ホルモン特に甲状腺刺激ホルモン放出ホルモンや性腺刺激ホルモン放出ホルモンの抽出の立役者の一人となった。この研究で1977年に共にノーベル賞を得たアンドリュー・ウィクター・シャリーとは壮絶な研究競争を繰り広げた、同書邦訳
ことで有名である。
2024年2月21日にカリフォルニア州デルマーで死去。100歳没。

## 栄誉

### 名誉博士号
- 1976年 ロチェスター大学（理学博士）
- 1977年 シカゴ大学（理学博士）

### 栄典
- 1973年 レジオンドヌール勲章

### 会員選出
- 1974年 全米科学アカデミー
- 1976年 アメリカ芸術科学アカデミー

### 受賞歴
- 1974年 ガードナー国際賞
- 1975年 アルバート・ラスカー基礎医学研究賞
- 1976年 ディクソン賞医学部門
- 1976年 パサノ賞
- 1976年 アメリカ国家科学賞
- 1977年 ノーベル生理学・医学賞